# Cimetière militaire allemand de Tobrouk
Le cimetière militaire allemand de Tobrouk est une nécropole située à Tobrouk, dans l'actuelle Libye qui regroupe les tombes d'Allemands tombés lors de la guerre du désert, pendant la Seconde Guerre mondiale. Par définition, les morts du Deutsches Afrikakorps y sont essentiellement enterrés.
Construit sous la forme d'un ancien fort d'environ 40 mètres de côté, plus de 6 000 victimes de guerre allemandes sont enterrées. Il a rassemblé après-guerre des tombes et cimetières militaires allemands en Libye grâce au soutien de la Volksbund Deutsche Kriegsgräberfürsorge.

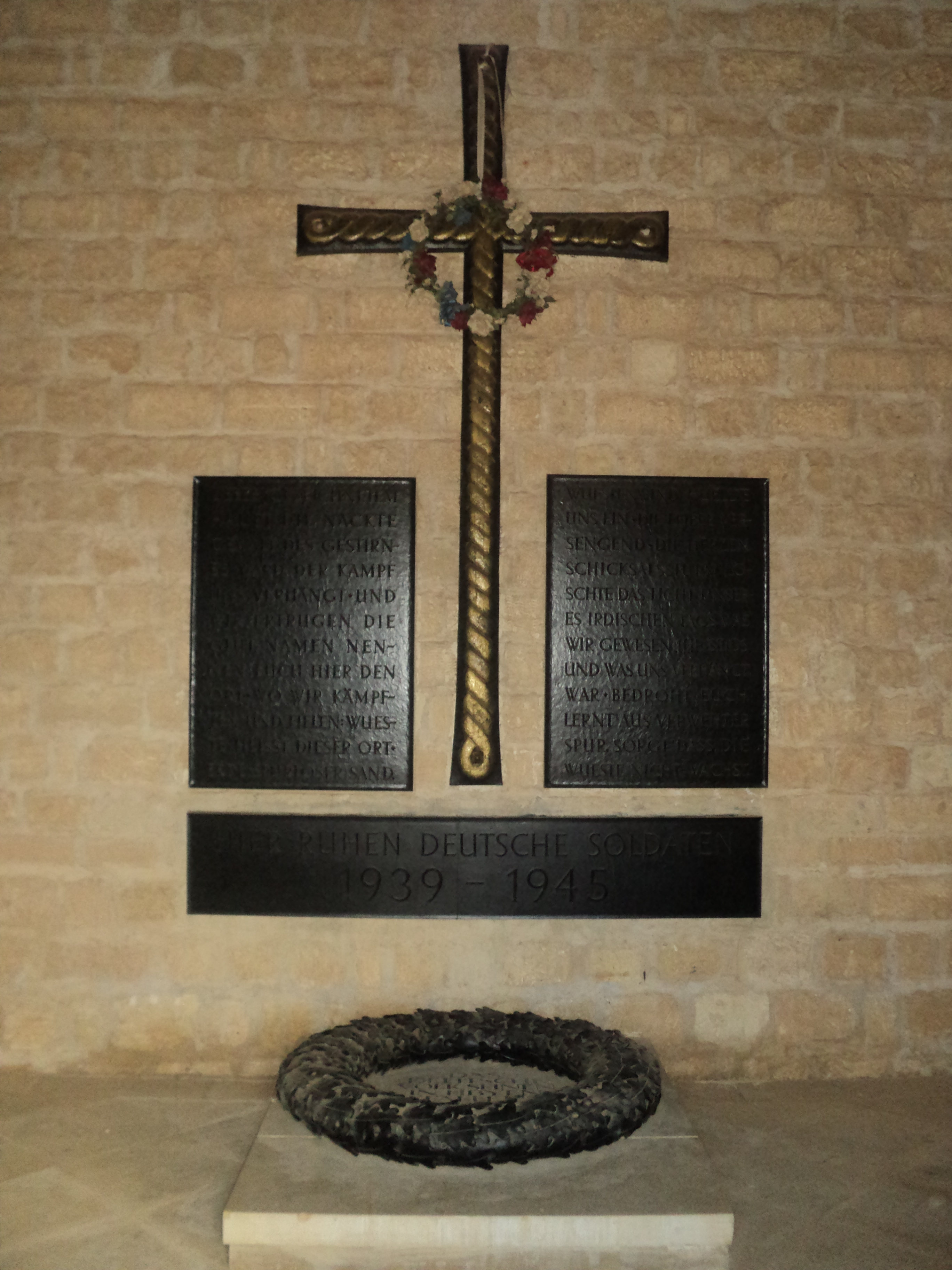
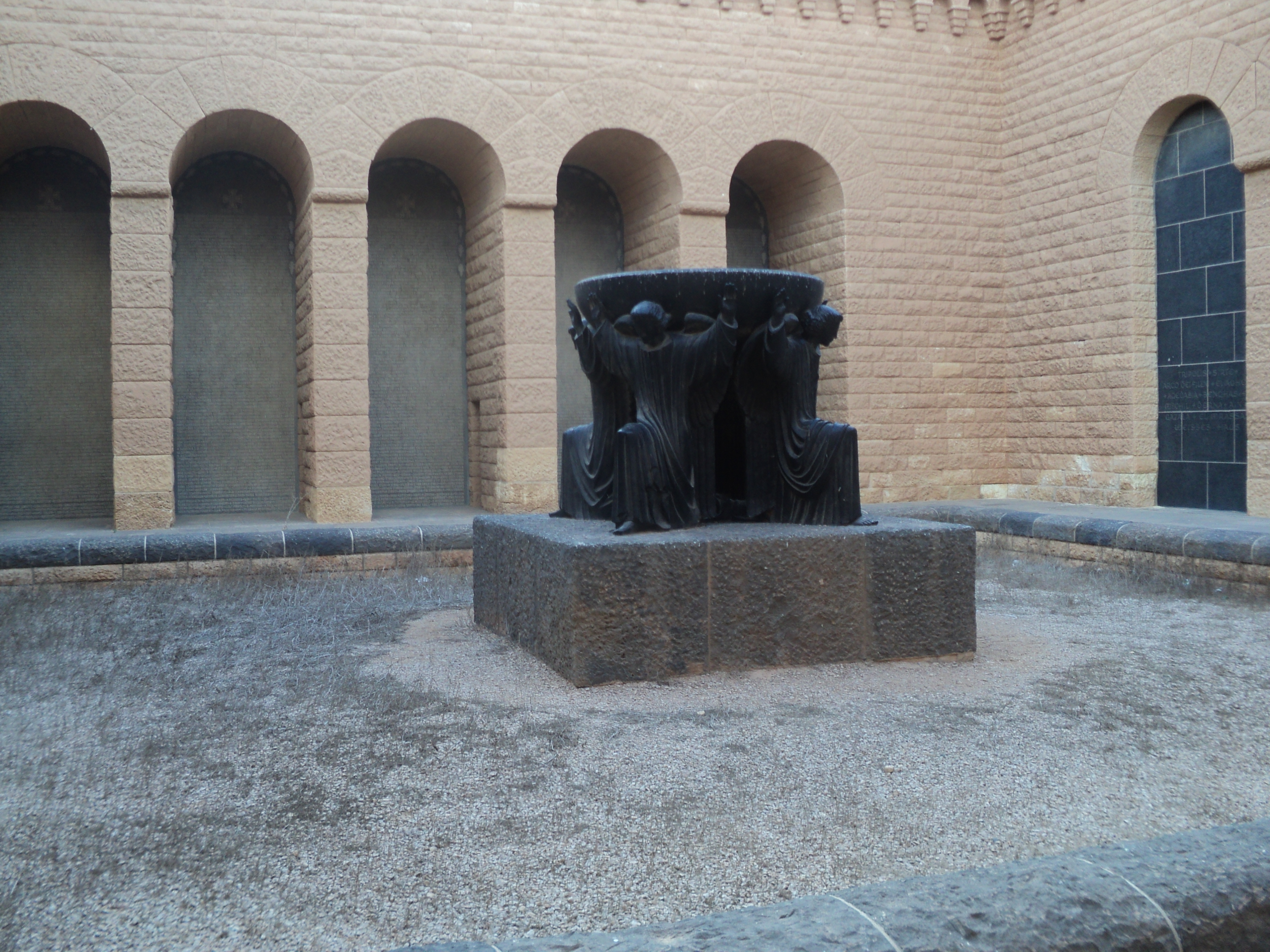
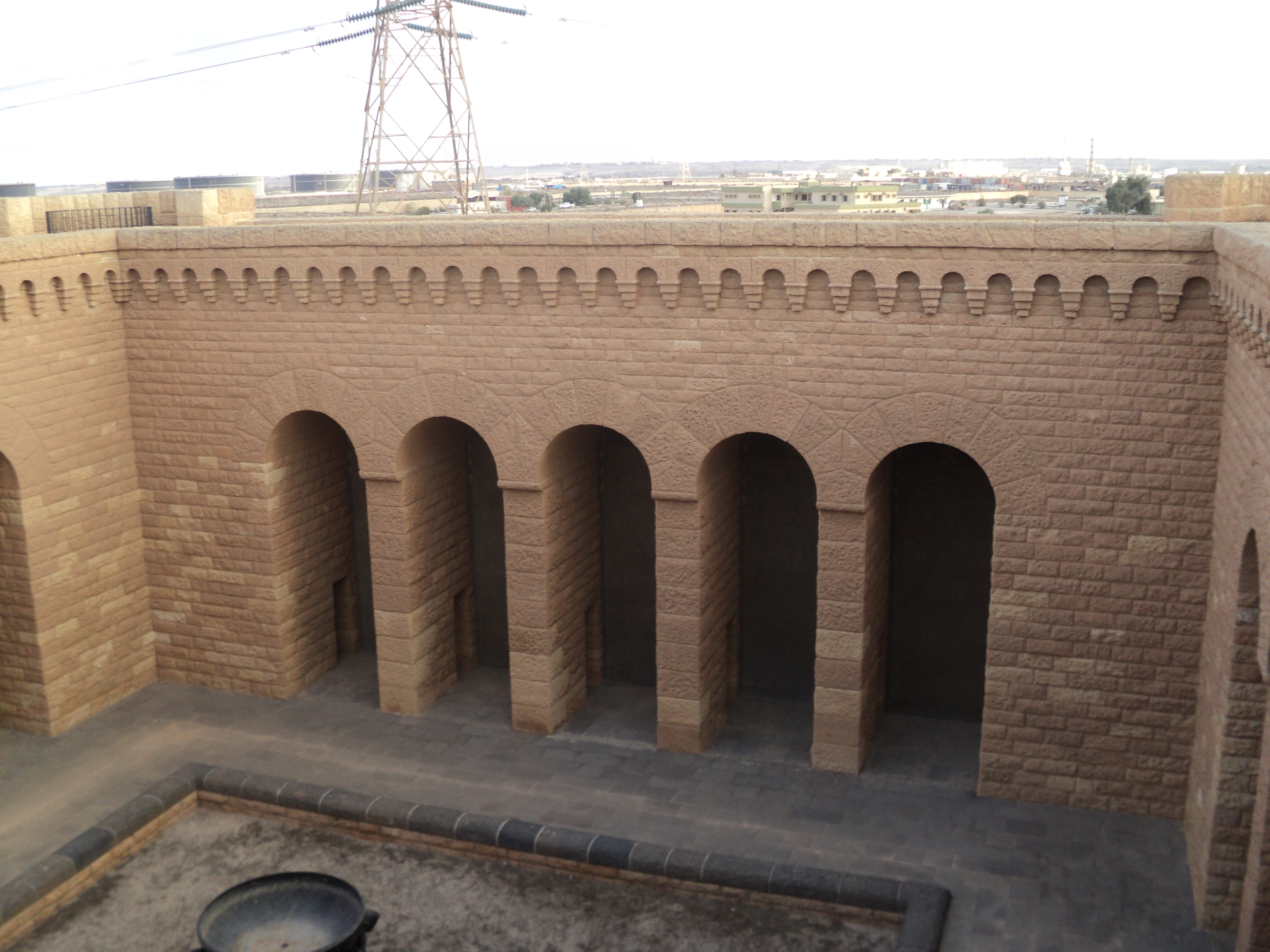